# Horizon-Klasse (2007)
Die Horizon Common New Generation Frigate (CNGF) ist eine Fregattenklasse der französischen und italienischen Marine. Die italienischen Schiffe heißen Andrea Doria (D 553) und Caio Duilio (D 554), die französischen Forbin (D 620) und Chevalier Paul (D 621). In beiden Marinen werden sie mittlerweile als Zerstörer (Destroyer) klassifiziert.

## Entwicklung
Nach dem Scheitern des NFR-90-Projektes begannen Großbritannien, Frankreich und Italien 1993 mit den Planungen, von denen sich Großbritannien jedoch 1999 wegen industriepolitischen Differenzen zurückzog (siehe Daring-Klasse). Frankreich und Italien führten das Projekt weiter und bauten zunächst jeweils zwei Schiffe. Die Bauaufträge im Wert von 2,8 Mrd. Euro gingen an das paritätische Joint-Venture Horizon SAS (Thales, DCN, Leonardo, Fincantieri).
Die französischen und italienischen Zerstörer sind zu 90 % baugleich. Es handelt sich in erster Linie um Führungs- und Flugabwehrschiffe, die in einem kleineren Flottenverband als Flaggschiffe fungieren und diese gegen Angriffe aus der Luft verteidigen sollen. Sie sind darüber hinaus auch zur Seezielbekämpfung und zur U-Boot-Jagd ausgelegt.
Eine leichtere Mehrzweckversion dieser Schiffe, die Fregatten der Bauart FREMM, ersetzten in der französischen und der italienischen Marine verschiedene ältere Fregattenklassen.
Die beiden italienischen Schiffe der Horizon-Klasse ersetzten die beiden bereits zuvor ausgemusterten Zerstörer der Audace-Klasse. Ursprünglich war geplant, die beiden Zerstörer der De-la-Penne-Klasse später durch zwei weitere Schiffe der Horizon-Klasse abzulösen. Ähnliche Planungen gab es auch in Frankreich. Die Planungen für zusätzliche Schiffe einer eventuell weiterentwickelten Horizon-Klasse wurden wegen finanzieller Schwierigkeiten in beiden Ländern aufgegeben. Stattdessen wurde eine auf Flugabwehr ausgerichtete Variante der FREMM beschafft.

## Einheiten
Mit dem Bau der ersten Module der Forbin und der Andrea Doria wurde 2002 begonnen, die Kiellegung erfolgte 2004, die Erprobung begann 2006. Chevalier Paul und Caio Duilio folgten etwa ein Jahr später.
Mit der „Indienststellung“ ist in nachstehender Liste das Erreichen der uneingeschränkten Einsatzfähigkeit (Full Operational Capability) und die Eingliederung in aktive Flottenverbände gemeint. Die beiden italienischen Schiffe operieren von Tarent und La Spezia aus, die französischen Schiffe von Toulon.
Namensgeber der Einheiten sind Andrea Doria und Gaius Duilius, Claude de Forbin und Jean-Paul de Saumeur.
| Kennung | Name           | Werft                    | Baubeginn        | Stapellauf       | Indienststellung  |
| ------- | -------------- | ------------------------ | ---------------- | ---------------- | ----------------- |
| D620    | Forbin         | DCN Lorient              | 4. April 2002    | 10. März 2005    | Dezember 2008     |
| D621    | Chevalier Paul | DCN Lorient              | 23. Oktober 2003 | 12. Juli 2006    | Juni 2009         |
| D553    | Andrea Doria   | Fincantieri Riva Trigoso | 19. Juli 2002    | 14. Oktober 2005 | 22. Dezember 2007 |
| D554    | Caio Duilio    | Fincantieri Riva Trigoso | September 2003   | 23. Oktober 2007 | Januar 2010       |

## Technische Daten

### Hauptabmessungen
- Länge über alles: 152,9 m
- Maximale Breite: 20,3 m
- Konstruktionshöhe 11,8 m
- Verdrängung: 5600 ts (standard), 6635 ts (maximal), 7050 ts (mit Zusatzmodulen)

### Antriebsanlage
- 2 Gasturbinen GE/Avio LM2500, 41 MW (CODOG)
- 2 Dieselmotoren 8,6 MW
- 4 E-Generatoren mit je 1,6 MW
- Höchstgeschwindigkeit: 29 kn (18 kn Diesel)
- Reichweite: 7000 sm bei 18 kn

### Bewaffnung
- Flugabwehrraketensystem PAAMS mit 48 (+16) Raketen und EMPAR-Multifunktionsradar
- Raketenstarter für Exocet bzw. Teseo-Mk.2/A-Seezielflugkörper
- 2 Geschütze Oto Melara 76/62 mm (auf den italienischen Schiffen werden 3 Geschütze eingerüstet)
- 2 × 25-mm-Kanonen Oerlikon-Oto KBA (italienische Schiffe) bzw. 2 × 20-mm-Kanonen Giat 20F2 (französische Schiffe)
- 2 × 3 Torpedorohre für MU90-Torpedos
- Torpedoabwehrsystem SLAT
- Bordhubschrauber NH90 bzw. AW101

### Besatzung
- Besatzung: 174 Mann (+32 bei Bedarf)

## Bilder

Forbin (D620) Bewaffnung
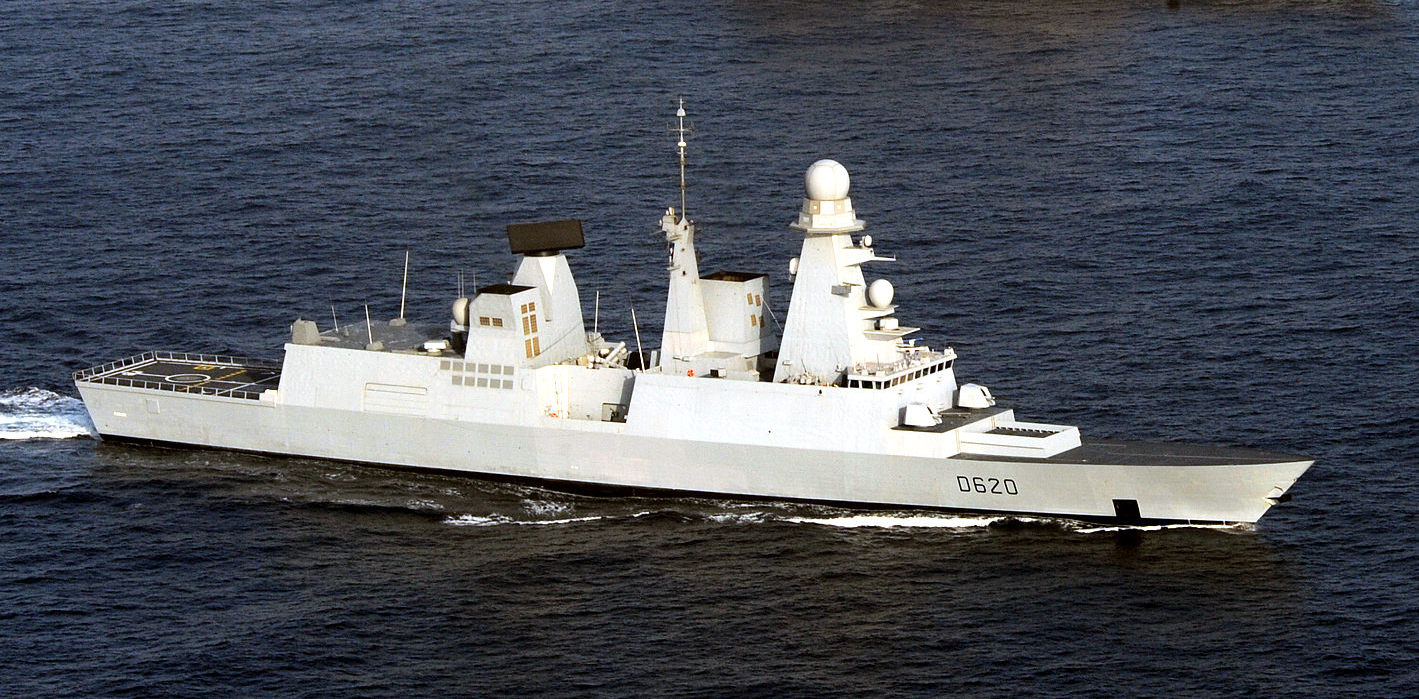
Forbin (D620)
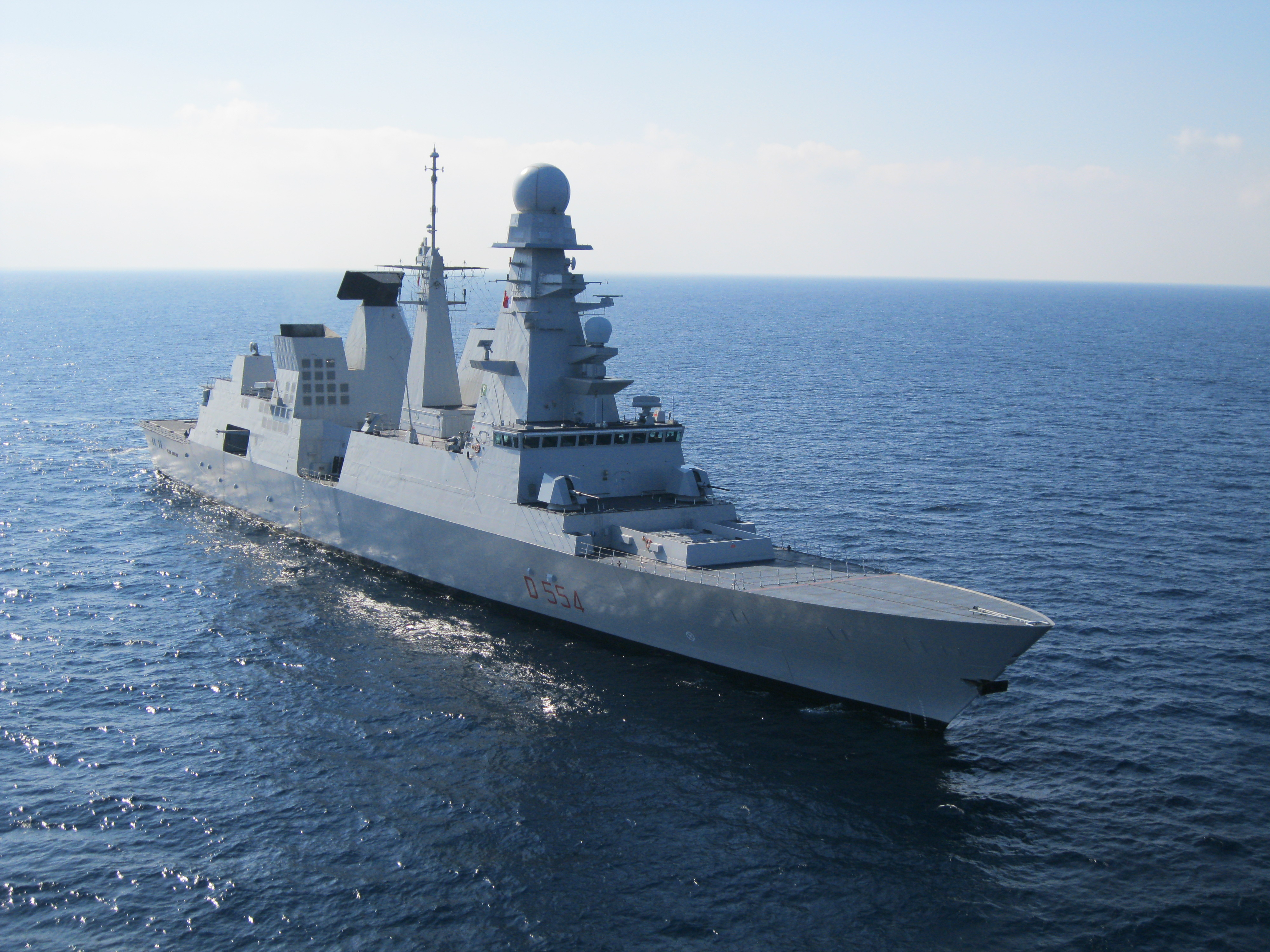
Caio Duilio (D554)

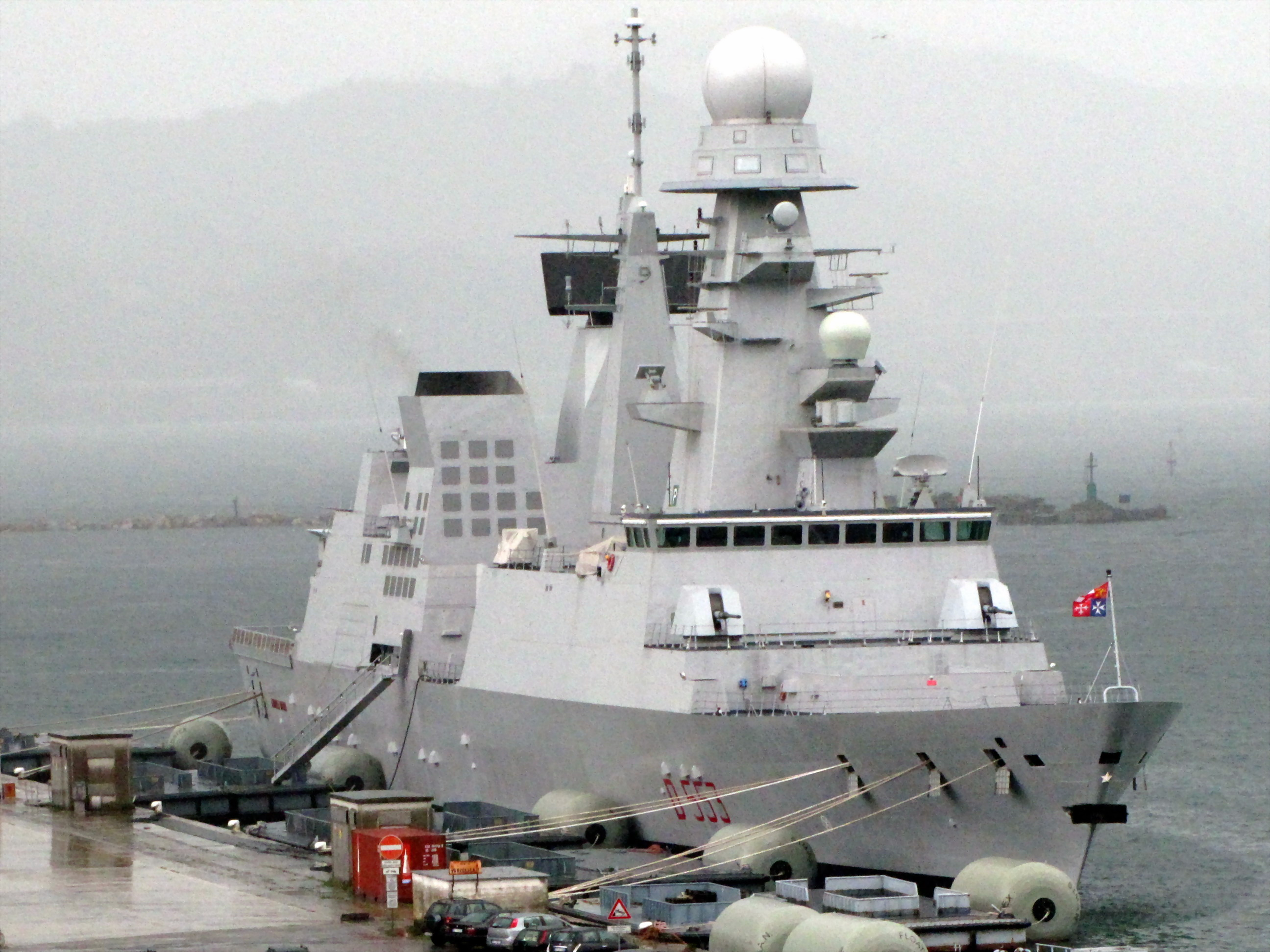
Andrea Doria (D553) in La Spezia
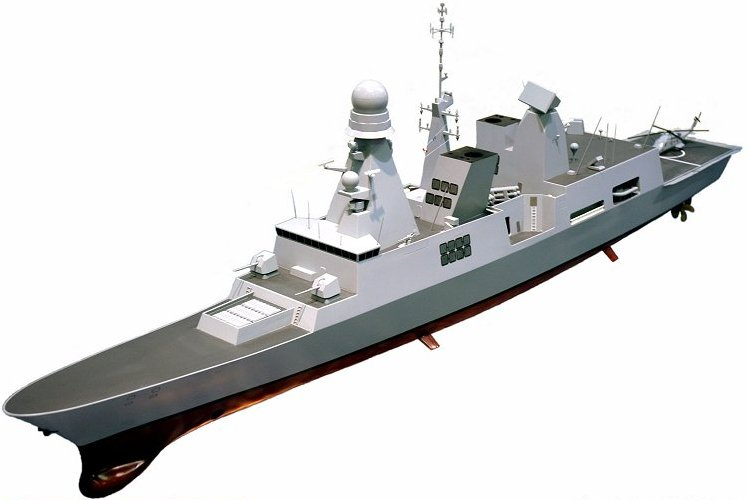
Forbin (D620) Modell vorne
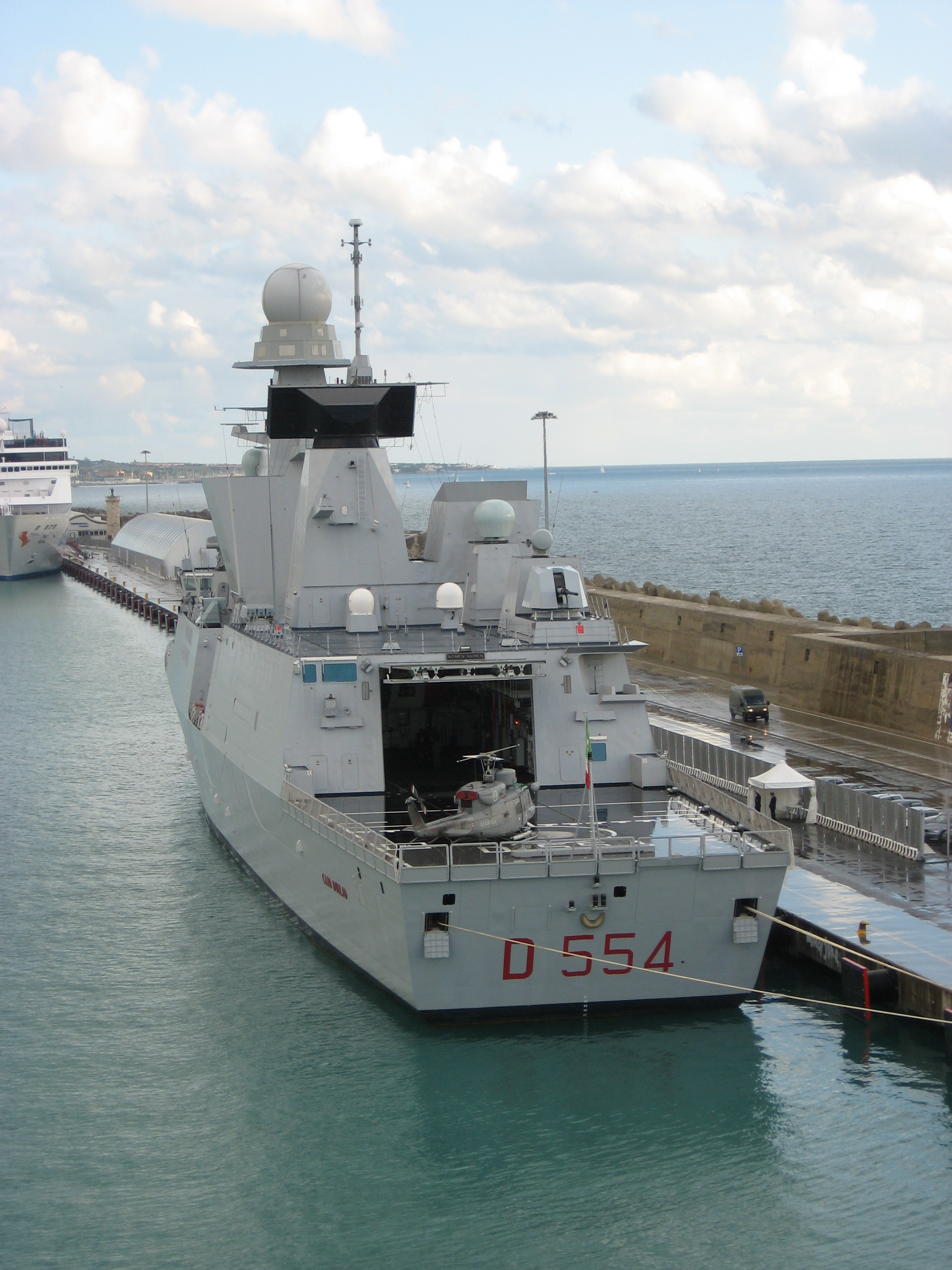
Caio Duilio (D554) in Civitavecchia